# Zoothera terrestris
Zoothera terrestris е изчезнал вид птица от семейство Turdidae.

## Разпространение
Видът е разпространен в Япония.